# Гай Кальпурній Авіола
Гай Кальпурній Авіола (лат. Gaius Calpurnius Aviola; ? — після 38) — державний діяч часів ранньої Римської імперії, консул-суффект 24 року. Про нього згадують Пліній Старший та Валерій Максим.

## Життєпис
Про його походження достеменно невідомо. Ймовірно походив з роду Ациліїв Авіол. З огляду на це його ідентифікують з Авіолою, імператорським легатом-пропретором 21 року в Лугдунській Галлії. Під час каденції придушив повстання галльського племені андесів в Армориці. Ще раніше було всиновлено Гаєм Кальпурнієм бібулом, ділом 22 року.
У 24 році стає консулом-суффектом разом з Публієм Корнелієм Лентулом Сципіоном. У 37—38 роках як проконсул керував провінцією Азія. Про подальшу долю відсутні відомості. Можливо, помер 38 року.

## Родина
Можливо, був батьком Манія Ацилія Авіоли, консула 54 року.